# Cebutaube
Die Cebutaube (Phapitreron frontalis) ist eine Art der Taubenvögel. Sie kommt oder kam ausschließlich auf der philippinischen Insel Cebu vor. Sie wird gelegentlich als Unterart der Amethysttaube geführt, auf Grund der Unterschiede im Gefieder wird ihr jedoch allgemein Artstatus zugebilligt.
Die Cebutaube wird von der IUCN als eine vom Aussterben bedrohte (critically endangered) Art eingestuft. Sie ist jedoch seit 1892 nicht mehr gesichtet worden und ist vermutlich ausgestorben.

## Erscheinungsbild
Die Cebutaube erreicht eine Körperlänge von 27 Zentimetern. Die Flügellänge beträgt 14 Zentimeter, der Schnabel ist 2,3 Zentimeter lang. Sie ist damit etwas größer als die ebenfalls zu den Braunen Fruchttauben zählende Philippinen-Schwarzstrichtaube und verglichen mit dieser etwas kompakter gebaut.
Sie hat ein überwiegend dunkelbraunes Gefieder und eine schiefergraue Kopfkappe. Der Nacken ist im Unterschied zu der nahe verwandten Amethysttaube ebenfalls aschgrau. der obere Mantel glänzt metallisch blauviolett. Das braune Rückengefieder ist schmal dunkelbraun gesäumt.
Der weiße und der dunkle Augenunterstrich, der für die Amethysttaube charakteristisch ist, fehlt gleichfalls. Das Kinn und die Kehle sind matt hell rötlich-braun, die Brust ist dagegen ein warmes Schlammbraun. Die Unterschwanzdecken sind blass rauchgrau. Der Schnabel ist schwarz, die Füße und Beine sind dunkelrot.

## Verbreitungsgebiet
Die Cebutaube kam ausschließlich auf der philippinischen Insel Cebu vor, einer Insel der Visayas-Gruppe im Inselstaat der Philippinen. Die Insel ist mittlerweile vollständig entwaldet, so dass sie dieser an den Wald gebundenen Art keinen Lebensraum mehr bieten kann.